# Andeimalva
Andeimalva är ett släkte av malvaväxter. Andeimalva ingår i familjen malvaväxter.
Kladogram enligt Catalogue of Life:
| Andeimalva | \| \| Andeimalva chilensis \| \| \| \| \| \| Andeimalva machupicchensis \| \| \| \| \| \| Andeimalva mandonii \| \| \| \| \| \| Andeimalva spiciformis \| \| \| \| |
|            | \| \| Andeimalva chilensis \| \| \| \| \| \| Andeimalva machupicchensis \| \| \| \| \| \| Andeimalva mandonii \| \| \| \| \| \| Andeimalva spiciformis \| \| \| \| |
|            | Andeimalva chilensis |
|            | |
|            | Andeimalva machupicchensis |
|            | |
|            | Andeimalva mandonii |
|            | |
|            | Andeimalva spiciformis |
|            | |